# Juana Azurduy de Padilla

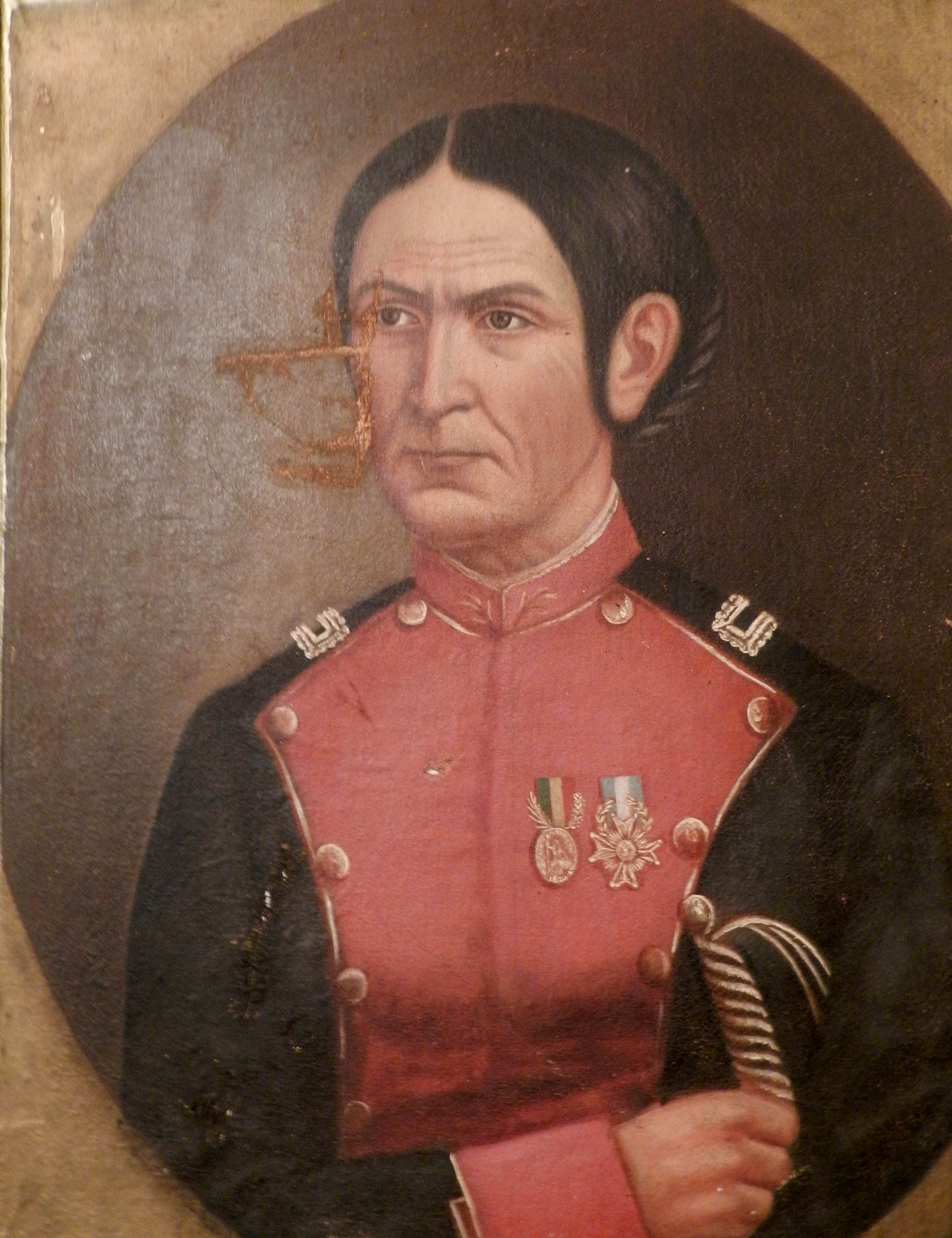
Juana Azurduy de Padilla

Juana Azurduy de Padilla (* 12. Juli 1780 oder 1781 in Chuquisaca, Vizekönigreich des Río de la Plata (heute Sucre, Bolivien); † 25. Mai 1862 ebenda);
war eine lateinamerikanische Guerilla-Führerin im Kampf gegen die Spanier und gilt als eine der berühmtesten Freiheitskämpferinnen der Südamerikanischen Unabhängigkeitskriege.

## Leben
Juana entstammte einer wohlhabenden Familie aus dem Hochland von Peru, wo ihr Vater, der Kreole Matías Azurduy, mehrere Landgüter besaß. Ihre Mutter, Eulalia Bermúdez, war hingegen eine Mestizin, Tochter einer Indigenen. In ihrer Kindheit begleitete Juana ihre Eltern bei der Arbeit auf den Feldern zusammen mit den Indigenen, die ihr Land bewirtschafteten. So lernte sie reiten und sprach neben Spanisch fließend Quechua und Aymara. Als sie in jungen Jahren zur Waise wurde, kam sie unter die Obhut ihrer Onkel und Tanten, die beschlossen, sie in ein Kloster zu schicken. Dort blieb sie jedoch nur kurze Zeit, da sie keine religiöse Berufung verspürte. 1799 heiratete sie Manuel Ascencio Padilla, den Sohn eines Großgrundbesitzers, der in der Nähe eines der Familiengüter lebte.
Sie und ihr Ehemann schlossen sich der Revolution von Chuquisaca von 1809 an und in den folgenden Jahren kämpfte Juana Azurduy an der Seite ihres Mannes weiter gegen die spanischen Truppen. Für ihre Leistungen wurde sie 1816 von der Regierung von Buenos Aires zum Oberstleutnant ernannt. Im selben Jahr wurde ihr Mann im Kampf tödlich verletzt.
1818 ging sie mit einigen ihrer Soldaten nach Nordargentinien, wo sie den Kampf unter dem Guerilla-Führer General Martín Miguel de Güemes fortsetzte.
Nach dem Ende ihrer Militärkarriere kehrte sie 1825 nach Chuquisaca zurück. Wie viele regionale Heldinnen starb Juana Azurduy 1862 in Sucre in Armut und wurde in einem Massengrab beigesetzt. Erst 100 Jahre später wurden ihre sterblichen Überreste in ein Mausoleum in Sucre überführt.

## Ehrungen
Vor allem in Bolivien und Argentinien wird die Erinnerung an Azurduy hochgehalten:
- In Bolivien ist die Provinz Azurduy nach ihr benannt worden.
- Ihr sind in den meisten größeren Städten Boliviens Schulen oder Straßen gewidmet.
- Sie ist Namensgeberin des „Programa de Fortalecimiento de Derechos y Participación de las Mujeres Juana Azurduy“, ein Programm des argentinischen Staates zur Förderung von Frauenrechten.[7]
- Im Jahr 2009 hat die bolivianische Regierung unter Evo Morales  das Programm Bono Juana Azurduy de Padilla eingeführt, durch welches die Mütter- und Kindersterblichkeit gesenkt werden soll. Schwangere Frauen, die an dem Programm teilnehmen wollen, müssen während der Schwangerschaft regelmäßig zu Vorsorgeuntersuchungen gehen und nach der Entbindung den Säugling zu Kontrollen in eine der dezentralen staatlichen Gesundheitszentren bringen. Sie erhalten als Anreiz hierfür eine finanzielle Zuwendung von insgesamt bis zu 1.820 Bolivianos (ca. 260 US$) bis zum Kindesalter von 2 Jahren.[8]
- 2009 wurde ihr von der argentinischen Präsidentin Cristina Fernández de Kirchner posthum als erste Frau der Rang des Generals der argentinischen Armee verliehen.[9]
- 2011 wurde ihr posthum als erste Frau der Rang des Marschalls des Plurinationalen Staats Bolivien verliehen.[10]
- Am 15. Juli 2015 wurde von den beiden Staatsoberhäuptern Argentiniens und Boliviens gemeinsam ein Monument in der Nähe des Regierungsgebäudes Casa Rosada in Buenos Aires eingeweiht.[11]
- Am 6. August 2025 hat Boliviens Präsident Luis Arce auf dem zentralen Platz in Sucre, der Plaza 25 de Mayo, das Denkmal zu Ehren der Nationalheldin Juana Azurduy enthüllt. Die Skulptur steht als Symbol für das Vermächtnis der auch als „Heilige Johanna von Amerika“ bekannten Unabhängigkeitskämpferin.[12]
- Sie ist Namensgeberin für den Punta Azurduy, eine Landspitze in der Antarktis.